# Heinzenmühle (Pleinfeld)
Heinzenmühle ist ein Gemeindeteil des Marktes Pleinfeld im Landkreis Weißenburg-Gunzenhausen (Mittelfranken, Bayern). Heinzenmühle liegt in der Gemarkung Mischelbach.

## Lage
Die Einöde liegt im Fränkischen Seenland, 4 Kilometer nördlich von Pleinfeld, etwas östlich der Staatsstraße 2224, hier auch Mühlstraße genannt. Ein Seitenarm der Schwäbischen Rezat grenzt im Westen an, weiter westlich verläuft die Bahnstrecke Treuchtlingen–Nürnberg. Etwa 600 m südlich liegt die Mackenmühle, die nächste größere Ortschaft Mühlstetten befindet sich 1,7 km im Norden.

## Geschichte
Vor der Gemeindegebietsreform ein Gemeindeteil von Mischelbach, wurde Heinzenmühle am 1. Juli 1972 zusammen mit seinem Hauptort nach Pleinfeld eingegliedert.

## Baudenkmäler
- Haus Nr. 1: Wohnhaus aus dem 19. Jahrhundert